# Urubamba

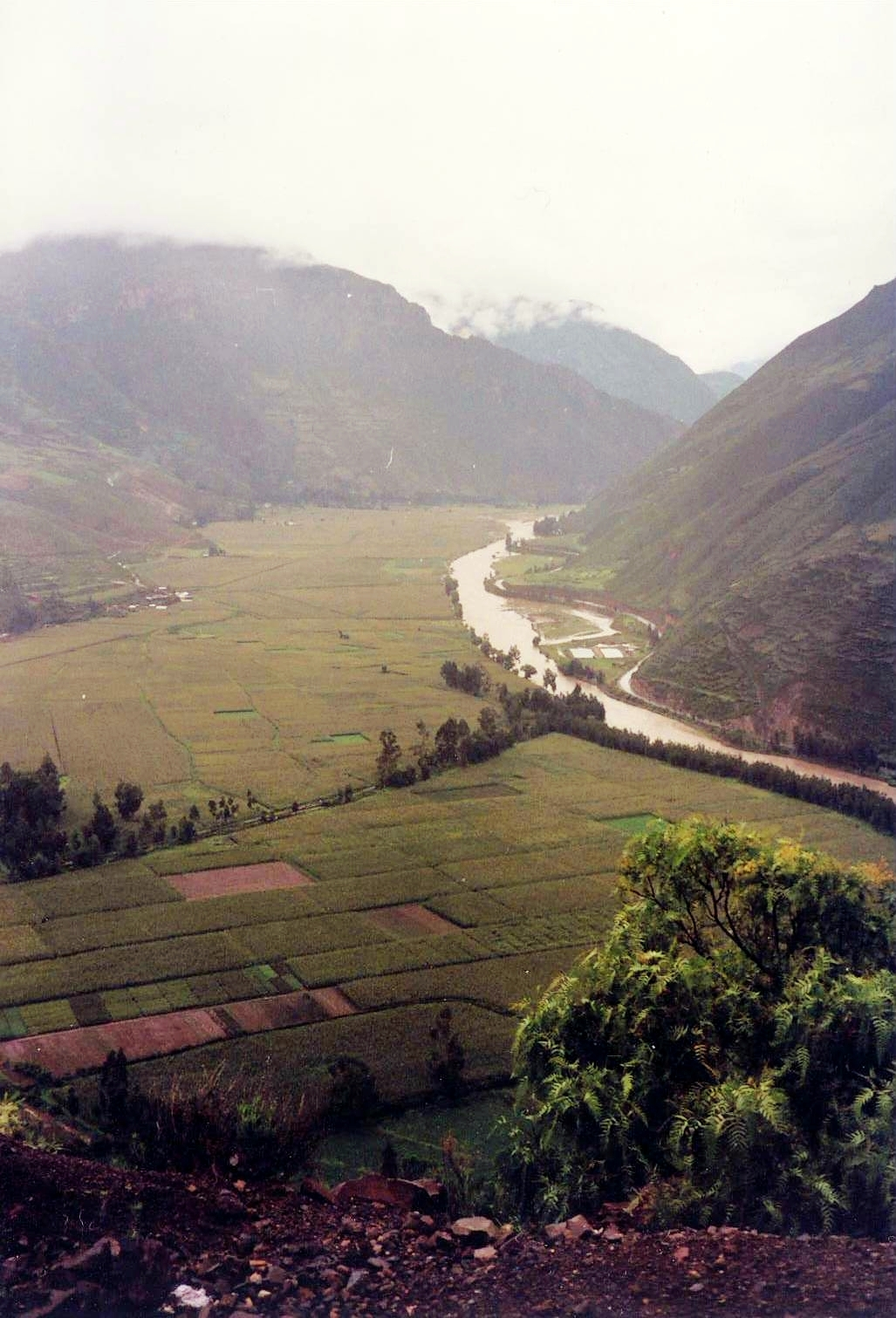
Rio Urubamba

A cidade peruana de Urubamba é a capital da Província de Urubamba, situada no Departamento de Cusco, pertencente a Região de Cusco, Peru.